# Bianca Lawson
Bianca Jasmine Lawson (Los Angeles, 20 de Março de 1979) é uma atriz e apresentadora de televisão estadunidense. Ela é mais conhecida por seus papéis em séries de televisão famosas, como: Saved by the Bell: The New Class, The Vampire Diaries, Teen Wolf , Witches of East End, The Secret Circle, Beauty and the Beast, 2 Broke Girls, Buffy the Vampire Slayer e Pretty Little Liars, onde aparece como personagens diferentes.

## Biografia

### Vida pessoal
Bianca Lawson nasceu na cidade de Los Angeles na Califórnia nos Estados Unidos, no dia 20 de março de 1979. Ela é filha da atriz Denise Gordy e do ator Richard Lawson. Por parte de pai, é filha única; enquanto que por parte de mãe, tem um meio-irmão biológico materno chamado Marvin Gaye III (que nasceu em 17 de novembro de 1966), fruto de uma rápida relação de Denise com o cantor Marvin Gaye; o garoto foi adotado por Anna Gordy Gaye. O fundador da Motown, o empresário Berry Gordy é seu tio-avô maternal; sua tia-avó maternal é Anna Gordy Gaye .
Lawson ficou mundialmente conhecida por suas participações em várias séries de televisão famosas. 

## Carreira de atriz
Em 1988, Lawson começou a atuar aos 9 anos de idade, e desde então apareceu em comerciais para marcas famosas como Barbie e Revlon, bem como em vários programas de televisão.
Entre as suas participações especiais mais notórias na televisão, podemos encontrar a série de televisão "Buffy the Vampire Slayer", onde interpretou Kendra Young, uma outra caça-vampiros que surge com a "morte" de Buffy no final da primeira temporada. Originalmente, Bianca interpretaria o papel de "Cordelia" no seriado, mas obrigações contratuais com "Goode Behavior" não a permitiram assumir este papel.
Também participou da série de televisão "Pretty Little Liars", Bianca interpreta Maya. 
Bianca Lawson já era relativamente famosa antes de ingressar no elenco de "Buffy the Vampire Slayer", visto que, havia participado de "Saved by the Bell: The New Class", uma das maiores audiências do TNBC. Bianca permaneceu por duas temporadas no programa. Filmes importantes que contaram com a sua participação foram "Save the Last Dance" e também "Breakin' All the Rules".
Entre 2010 e 2014, apareceu na série de televisão "The Vampire Diaries" da emissora estadunidense The CW, interpretando a bruxa "Emily Bennett", a bruxa aliada da antagonista Katherine Pierce (interpretada por Nina Dobrev) quando Katherne conheceu os irmãos Damon Salvatore e Stefan Salvatore pela primeira vez.
Entre 2012 e 2014, Bianca apareceu em alguns episódios interpretando a psicóloga escolar, professora de francês e druida "Marin Morrell" na série de televisão "Teen Wolf", exibida pela emissora MTV dos Estados Unidos.

## Filmografia

### Televisão
| Ano       | Filme                       | Papel                |
| --------- | --------------------------- | -------------------- |
| 1998-2003 | Buffy the Vampire Slayer    | Kendra Young         |
| 2010      | Nikita/Episodio: O Guardião | Emily Robinson       |
| 2010-2012 | Pretty Little Liars         | Maya St. Germain     |
| 2010-2014 | The Vampire Diaries         | Emily Bennett        |
| 2011      | The Secret Circle           | Karima Glaser        |
| 2012      | American Horror Story       | Participante Escolar |
| 2012      | 2 Broke Girls               | Stacy                |
| 2012-2014 | Teen Wolf                   | Marin Morrell        |
| 2014      | Witches of East End         | Eva                  |

### Cinema
- 2014 House of secrets como Julie Manning
- 2008 Killing of Wendy como Brooke
- 2007 Supergator como Carla Masters
- 2006 Broken como Mia
- 2005 Flip the Script como Angel
- 2004 Breakin' All the Rules como Helen Sharp
- 2004 Dead & Breakfast como Kate
- 2001 Bones como Cynthia
- 2001 Save the Last Dance como Nikki
- 2000 Big Monster on Campus como Darien Stompanato
- 1999 The Pavilion como Mary
- 1998 Primary Colors como Loretta

## Prêmios
| Ano  | Premiação          | Categoria           | Indicação                                            | Resultado |
| ---- | ------------------ | ------------------- | ---------------------------------------------------- | --------- |
| 2001 | Teen Choice Awards | Melhor cena de luta | Bianca Lawson & Julia Stiles por Save the Last Dance | Venceu    |